# Ctenucha brunnea
Ctenucha brunnea là một loài bướm đêm thuộc phân họ Arctiinae, họ Erebidae.